# Sphecodes turneri
Sphecodes turneri là một loài Hymenoptera trong họ Halictidae. Loài này được Cockerell mô tả khoa học năm 1916.